# Liste der Bodendenkmale in Oberheldrungen
In der Liste der Bodendenkmale in Oberheldrungen sind alle Bodendenkmale der Gemeinde Oberheldrungen und ihrer Ortsteile aufgelistet. Grundlage ist die Auflistung von Erhard Schröter aus dem Jahr 1986 und die Datenbank herausragender archäologischer Denkmale des Thüringisches Landesamtes für Denkmalpflege und Archäologie. Die Baudenkmale sind in der Liste der Kulturdenkmale in Oberheldrungen aufgeführt.
| Denkmal-ID | Fundart      | Ortsteil       | Bezeichnung                 | Zeitstellung                                                         | Lage                                              | Bemerkungen                                    | Bild |
| ---------- | ------------ | -------------- | --------------------------- | -------------------------------------------------------------------- | ------------------------------------------------- | ---------------------------------------------- | ---- |
| ?          | Burganlage   | Harras         | Burghügel oder Warthügel    | Bronzezeit, Mittelalter, Neuzeit                                     | Südwestlich des Orts, Am Pass über die Schmücke   | Im Umfeld zahlreiche bronzezeitliche Grabhügel |      |
| ?          | Burganlage   | Harras         | Gipfelburg „Bonifaciusberg“ | Neolithikum, Bronzezeit, Vorrömische Eisenzeit, Mittelalter, Neuzeit | 1,5 km südöstlich des Orts, Nordrand der Schmücke |                                                |      |
| ?          | Steindenkmal | Oberheldrungen | Steinkreuz                  | Mittelalter, Neuzeit                                                 | Nördlicher Ortsrand                               | Kreuzzeichnung                                 |      |